# Ataronjat (heràldica)

Representacions de l'ataronjat

L'ataronjat és un color secundari usat per l'heràldica. En gravat es representa mitjançant línies verticals (representació del gules) combinades amb un patró de punts (representació de l'or).
La tonalitat ataronjada que la Societat Catalana d'Heràldica recomana segons el sistema internacional Pantone és 021-T.
Tot i que aquest color no és gaire utilitzat en heràldica, es pot trobar en alguns escuts de pobles catalans com ara Xerta, Sant Jaume de Llierca o Queralbs.